# Ashanti (альбом)
Ashanti — дебютний студійний альбом американської співачки Ashanti, випущений 2 квітня 2002 року на лейблах Murder Inc. Records і Def Jam Recordings. Серед гостей альбому: Ja Rule, Irv Gotti та покійний The Notorious B.I.G.
Ashanti дебютував під номером один у Billboard 200 та чарті Top R&B/Hip-Hop Albums з продажами в 503 000 одиниць за перший тиждень, що стало найбільшим продажем за перший тиждень для дебюту виконавиці на той час. 17 грудня 2002 року альбом був сертифікований тричі платиновим Асоціацією звукозаписної індустрії Америки (RIAA) за продаж трьох мільйонів копій. Він приніс Ашанті три номінації на премію «Греммі» за найкращу нову виконавицю, найкраще жіноче R&amp;B виконання та найкращий сучасний R&B-альбом, перемігши в останній категорії. Журнал Billboard поставив Ashanti на 100 місце в списку 200 найкращих альбомів десятиліття. Альбом розійшовся тиражем у шість мільйонів копій по всьому світу.
Альбом рекламувався чотирма синглами "Foolish" був випущений як головний сингл та посів вершину чартів 15 країн, у тому числі американського Billboard Hot 100. Два наступних сингли також увійшли в десятку хітів чарту: «Happy» і «Baby».

## Список композицій
| #   | Назва                                                  | Автор | Продюсер(и)                        | Тривалість |
| --- | ------------------------------------------------------ | --- | ---------------------------------- | ---------- |
| 1.  | «Intro»                                                | Jeffrey Atkins 7 Aurelius Taheem Crocker Ashanti Douglas Irving Lorenzo Joseph Cartagena Andre Parker Christopher Rios Takwon Green Ramel Gill Paul Walcott | 7 Aurelius Chink Santana Irv Gotti | 1:25       |
| 2.  | «Foolish»                                              | Douglas 7 Aurelius Lorenzo Etterlene Jordan Mark DeBarge | 7 Irv Gotti                        | 3:47       |
| 3.  | «Happy»                                                | Raymond Calhoun Douglas Parker Lorenzo | Chink Santana Irv Gotti            | 4:22       |
| 4.  | «Leaving (Always on Time Part II)» (за участю Ja Rule) | Douglas 7 Aurelius Lorenzo Atkins | 7 Irv Gotti                        | 3:55       |
| 5.  | «Narrative Call (Skit)»                                | |                                    | 0:36       |
| 6.  | «Call»                                                 | Douglas 7 Aurelius Lorenzo | 7 Irv Gotti                        | 5:05       |
| 7.  | «Scared» (за участю Irv Gotti)                         | Douglas Parker Lorenzo | Chink Santana Irv Gotti            | 4:43       |
| 8.  | «Rescue»                                               | Douglas 7 Aurelius Lorenzo | 7 Irv Gotti                        | 7:25       |
| 9.  | «Baby»                                                 | Douglas Parker Lorenzo 7 Aurelius Mike Dean Brad Jordan | Chink Santana Irv Gotti 7 [a]      | 4:25       |
| 10. | «VooDoo»                                               | Douglas 7 Aurelius Lorenzo | 7 Irv Gotti                        | 4:42       |
| 11. | «Movies»                                               | Douglas 7 Aurelius Lorenzo Reggie Wright Jared Thomas | 7 Irv Gotti Wright [a] Thomas [a]  | 4:09       |
| 12. | «Fight (Over Skit)»                                    | |                                    | 1:18       |
| 13. | «Over»                                                 | Douglas Parker Lorenzo | Chink Santana Irv Gotti            | 5:34       |
| 14. | «Unfoolish» (за участю the Notorious B.I.G.)           | Douglas 7 Aurelius Lorenzo Jordan M. DeBarge Sean Combs Daron Jones Robert Kelly Christopher Wallace                                                        | 7 Irv Gotti                        | 3:14       |
| 15. | «Shi Shi (Skit)»                                       | |                                    | 0:14       |
| 16. | «Dreams»                                               | Douglas 7 Aurelius Lorenzo El DeBarge | 7 Irv Gotti                        | 4:18       |
| 17. | «Thank You»                                            | Douglas | Ashanti                            | 1:47       |

## Чарти

### Щотижневі чарти
| Чарт (2002)                                          | Найвища позиція |
| ---------------------------------------------------- | --------------- |
| Австралія Australian Albums (ARIA)                   | 10              |
| Australian Urban Albums (ARIA)                       | 2               |
| Австрія Austrian Albums (Ö3 Austria)                 | 36              |
| Бельгія Belgian Albums (Ultratop Flanders)           | 24              |
| Бельгія Belgian Albums (Ultratop Wallonia)           | 29              |
| Канада Canadian Albums (Billboard)                   | 5               |
| Canadian R&B Albums (Nielsen SoundScan)              | 1               |
| Нідерланди Dutch Albums (MegaCharts)                 | 12              |
| European Top 100 Albums (Music & Media)              | 7               |
| Франція French Albums (SNEP)                         | 29              |
| Німеччина German Albums (Offizielle Top 100)         | 10              |
| Ірландія Irish Albums (IRMA)                         | 11              |
| Japanese Albums (Oricon)                             | 14              |
| Нова Зеландія New Zealand Albums (Recorded Music NZ) | 15              |
| Шотландія Scottish Albums (OCC)                      | 26              |
| Швейцарія Swiss Albums (Schweizer Hitparade)         | 15              |
| Велика Британія UK Albums (OCC)                      | 3               |
| Велика Британія UK R&B Albums (OCC)                  | 1               |
| США Billboard 200                                    | 1               |
| США Top R&B/Hip-Hop Albums (Billboard)               | 1               |

## Сертифікації
| Регіон                                             | Сертифікація  | Продажі    |
| -------------------------------------------------- | ------------- | ---------- |
| Австралія (ARIA)                                   | Золотий       | 35 000^    |
| Канада (Music Canada)                              | 2× Платиновий | 200 000^   |
| Японія (RIAJ)                                      | Платиновий    | 200 000^   |
| Швейцарія (IFPI Switzerland)                       | Золотий       | 20 000^    |
| Велика Британія (BPI)                              | Платиновий    | 300 000^   |
| США (RIAA)                                         | 3× Платиновий | 3 000 000^ |
| Worldwide                                          | —             | 6,000,000  |
| ^відвантаження, що базуються лише на сертифікаціях |               |            |